# Raw (White Tiger)
Raw è un album raccolta dei White Tiger, pubblicato il 9 marzo 1999 per l'etichetta discografica M.I.L. Multimedia.
Il disco raccoglie venti tracce tra inedite e demo registrate dalla band durante i loro anni di carriera.

## Tracce
1. Do You Want Me
2. You're the One
3. Small Dose of Lovin'
4. What Ya Doin'
5. Day of the Dog
6. Lord of the Fire
7. Love Me or Leave Me
8. She's the Kind of Girl
9. Razor Rock
10. Brother the Devil
11. I'm a Lover
12. Pull It Tight
13. Love Me or Leave Me [Keyboard Version]
14. Baby (Somethin' About You)
15. Out Rockin'
16. Makin' Love
17. Fallin' in Love
18. You're Breakin' My Heart
19. Interlude/Little Pussy [instrumental]
20. Big Cat Strut [instrumental]